# 33917 Kellyoconnor
33917 Kellyoconnor è un asteroide della fascia principale. Scoperto nel 2000, presenta un'orbita caratterizzata da un semiasse maggiore pari a 2,3275906 au e da un'eccentricità di 0,1148017, inclinata di 7,31767° rispetto all'eclittica.